# Pseudosieversia europaea
Pseudosieversia europaea är en skalbaggsart som beskrevs av Francesco Vitali 2004. Pseudosieversia europaea ingår i släktet Pseudosieversia och familjen långhorningar. Inga underarter finns listade i Catalogue of Life.